# Edward Robb

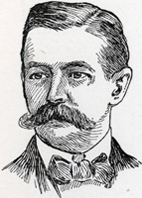
Edward Robb

Edward Robb (* 19. März 1857 in Brazeau, Perry County, Missouri; † 13. März 1934 in Perryville, Missouri) war ein US-amerikanischer Politiker. Zwischen 1897 und 1905 vertrat er den Bundesstaat Missouri im US-Repräsentantenhaus.

## Werdegang
Edward Robb besuchte die öffentlichen Schulen seiner Heimat und das Fruitland Normal Institute. Danach studierte er an der University of Missouri. Nach einem anschließenden Jurastudium an derselben Universität und seiner 1879 erfolgten Zulassung als Rechtsanwalt begann er in Perryville in diesem Beruf zu arbeiten. Zwischen 1880 und 1884 fungierte Robb als Staatsanwalt im Perry County. Gleichzeitig begann er als Mitglied der Demokratischen Partei eine politische Laufbahn. Von 1884 bis 1886 saß er als Abgeordneter im Repräsentantenhaus von Missouri; von 1889 bis 1893 war er stellvertretender Attorney General von Missouri.
Bei den Kongresswahlen des Jahres 1896 wurde Robb im 13. Wahlbezirk von Missouri in das US-Repräsentantenhaus in Washington, D.C. gewählt, wo er am 4. März 1897 die Nachfolge von John Henry Raney antrat. Nach drei Wiederwahlen konnte er bis zum 3. März 1905 vier Legislaturperioden im Kongress absolvieren. In diese Zeit fiel der Spanisch-Amerikanische Krieg von 1898. 1904 unterlag Robb dem Republikaner Marion E. Rhodes. Im Jahr 1908 war er Delegierter zur Democratic National Convention in Denver, auf der William Jennings Bryan zum dritten Mal als Präsidentschaftskandidat nominiert wurde. In der Folge praktizierte Edward Robb wieder als Anwalt. Er starb am 13. März 1934 in Perryville.